# Ridgeway (Alaska)
Ridgeway és una concentració de població designada pel cens dels Estats Units a l'estat d'Alaska. Segons el cens del 2000 tenia 1.932 habitants.

## Demografia
Segons el cens del 2000, Ridgeway tenia 1.932 habitants, 715 habitatges, i 536 famílies La densitat de població era de 44,8 habitants/km².
Dels 715 habitatges en un 39,3% hi vivien nens de menys de 18 anys, en un 62,5% hi vivien parelles casades, en un 9,5% dones solteres, i en un 24,9% no eren unitats familiars. En el 18,9% dels habitatges hi vivien persones soles el 4,2% de les quals corresponia a persones de 65 anys o més que vivien soles. El nombre mitjà de persones vivint en cada habitatge era de 2,7 i el nombre mitjà de persones que vivien en cada família era de 3,09.
Per edats la població es repartia de la següent manera: un 29,5% tenia menys de 18 anys, un 6,7% entre 18 i 24, un 26,5% entre 25 i 44, un 31% de 45 a 60 i un 6,4% 65 anys o més.
L'edat mediana era de 38 anys. Per cada 100 dones de 18 o més anys hi havia 99,3 homes.
La renda mediana per habitatge era de 50.625 $ i la renda mediana per família de 56.985 $. Els homes tenien una renda mediana de 51.488 $ mentre que les dones 36.786 $. La renda per capita de la població era de 23.225 $. Aproximadament el 7,4% de les famílies i el 9,4% de la població estaven per davall del llindar de pobresa.

## Poblacions properes
El següent diagrama mostra les poblacions més properes.